# Mehriban Aliyeva
Mehriban Arif qizi Aliyeva  (Azerbeidzjaans: Mehriban Arif qızı Əliyeva; Bakoe, 26 augustus 1964) is een Azerbeidzjaanse (oog)arts, de first lady en de eerste vicepresident van Azerbeidzjan. In september 2004 werd zij UNESCO Goodwill Ambassador.

## Biografie
Mehriban Aliyeva, geboren als Mehriban Paşayeva, werd geboren in Baku en komt uit een welvarende familie. Haar grootvader was de in Iran geboren Azerbeidzjaanse schrijver Mir Jalal Paşayev. Haar oom Hafiz Paşayev was de eerste ambassadeur van Azerbeidzjan in de Verenigde Staten. Aliyeva's vader Arif Paşayev is rector van de Nationale Luchtvaartacademie in Bakoe en haar moeder, Aida Imanguliyeva (1939-1992), was een bekende filoloog en arabist, dochter van de vooraanstaande journalist en pedagoog Nasir Imanguliyev.

## Loopbaan
In 1995 richtte Aliyeva de non-gouvermentale liefdadigheidsinstelling Azərbaycan Mədəniyyət Fondu op. In 1996 reikte deze instelling, met financiële steun van Chevron Corporation, prijzen uit aan zes vertegenwoordigers van de Azerbeidzjaanse kunst en cultuur. De stichting sponsorde ook optredens in Baku met muziek van Antonio Vivaldi en George Gershwin. Sinds 1996 houdt Aliyeva zich actief bezig met het promoten van de Azerbeidzjaanse cultuur.
Na het overlijden van haar schoonvader Heydar Aliyev in 2003 richtte Aliyeva op 10 mei 2004 het Heydər Əliyev Fondu op, een fonds dat zich richt op het bestuderen en promoten van de politieke ideologie van Heydar Aliyev.
Op 13 augustus 2004 werd Mehriban Aliyeva aangewezen als Goodwillambassadeur van UNESCO vanwege haar inzet voor de bescherming en promotie van het culturele erfgoed van Azerbeidzjan en de muzikale tradities.

## Persoonlijk
De 19-jarige Mehriban trouwde op 22 december 1983 met Ilham Aliyev in Bakoe, de zoon van Heydar Aliyev. Het paar heeft twee dochters, Leyla (geboren op 3 juli 1984) en Arzu (geboren op 23 januari 1989) en een zoon Heydar (geboren op 2 augustus 1997). Dochter Leyla is de redacteur van het tijdschrift Baku, uitgegeven door de Azerbeidzjaans-Russische zakenman Aras Ağalarov, en was getrouwd met zijn zoon Emin Ağalarov.